# Tavullia
Tavullia é uma comuna italiana da região dos Marche, Província de Pesaro e Urbino, com cerca de 5.230 habitantes. Estende-se por uma área de 42 km², tendo uma densidade populacional de 124 hab/km². Faz fronteira com Colbordolo, Gradara, Mondaino (RN), Montecalvo in Foglia, Montegridolfo (RN), Montelabbate, Pesaro, Saludecio (RN), San Giovanni in Marignano (RN), Sant'Angelo in Lizzola. Tavullia é a cidade onde nasceu e vive o super campeão de motovelocidade Valentino Rossi.
Valentino Rossi nasceu em Urbino a 16 de Fevereiro de 1979.